# Rungstockbach
Der Rungstockbach ist ein linker Nebenfluss der Flöha bei Olbernhau im sächsischen Erzgebirge.

## Verlauf
Der Bach entspringt auf etwa 800 m in der Nähe des Gipfels des Rabenbergs aus einer vermoorten Nassgalle (Grundwasseraustritt). Hier, im Rotgneis gibt es weitere solche Sickerquellen, die dem nach Nordost fließenden Bach Wasser zuführen. Nachdem er auf eine West-Ost verlaufende, härtere Graugneisscholle mit den Erhebungen Knochen und Rungstock trifft, ändert er seine Laufrichtung und läuft diesem Höhenzug parallel nach Osten. Rechterhand erstreckt sich das Naturschutzgebiet Rungstock mit seinem gut ausgebildeten Fichten-Buchen-Wald. Von rechts nimmt er den Jungen Rungstockbach (auf älteren Karten auch Verborgner Fluß genannt) und den Seidenbach auf. An dessen Einmündung durchbricht der Bach die Graugneisscholle und wendet sich nach Norden, wo sich der Olbernhauer Ortsteil Rungstock an ihm hinzieht. Nach etwa 8,8 km bei einem Höhenunterschied von etwa 350 m mündet er in die Flöha.

## Name
Der Name leitet sich von mittelhochdeutsch ron = umgestürzter Baumstamm und stoc = Baumstumpf ab. Später wurde hieraus Rungstock, eine Aufnahme an einem Fuhrwerk.

## Wirtschaftliche Nutzung
Der Rungstockbach wurde in früheren Zeiten intensiv wirtschaftlich genutzt. Am Oberlauf standen zahlreiche Kohlenmeiler, die zum Ablöschen Wasser benötigten. Der letzte Meiler im mittleren Erzgebirge stand südlich von Ansprung und wurde erst 1963 außer Betrieb genommen.
Unweit der Quelle gibt es einen Wasserteiler. Es wurde ein Teil des Wassers in einem Graben in das Tal von Ansprung geleitet. Zur Zeit der Wasserkraftnutzung wurden die Mengen genauestens überwacht. Heute wird an der Stelle das gesamte Wasser nach Ansprung abgeschlagen.
Der untere Teil des Rungstocktales war ein „Tal der Mühlen“. Im 18. Jahrhundert zählte man insgesamt neun Mahl- und Brettmühlen. Es gibt 12 Stellen, an denen die Wasserkraft genutzt wurde. Die bedeutendste war jedoch eine im August 1815 errichtete Pulvermühle zur Herstellung von Schwarzpulver. In den Jahren 1835, 1850, 1865 und 1882 kam es zu Explosionen. Wegen des Siegeszuges des Dynamits wurde die Produktion 1886 eingestellt. Nachfolgend wurden dort Holzwaren hergestellt. Später war es Ausflugsgaststätte und seit 1959 Ferienheim; jetzt Gasthaus und Pension.